# Meena Menon
Meena Menon (Hindi: मीना मेनन, Mīnā Menana, nacida el 27 de diciembre de 1970) es una actriz de doblaje y cantante india, habla inglés y el hindi como sus idiomas nativos. Actualmente trabaja en el Sugar Mediaz, un estudio de doblaje de la India, por "Hindi dubs of foreign productions", utiliza principalmente el idioma hindi en su mayoría, para realizar personajes de doblaje de producciones extranjeras en la India, a través del funcionamiento del estudio.

## Carrera
Meena Menon con cinco años de edad, comenzó su carrera cuando participó para demostrar su talento como cantante en el "Allahbad Radio", que es una estación en Allahbad. Ella era una cantante de música clásica. Interpretó muchas canciones en las que realmente le gustaba demostrar su talento y la querían llevar a cabo en programas infantiles, para transmitir su música y su poesía. Ella incluso interpretó personajes de doblaje para películas de cine extranjeros a lo largo de sus estudios. Muy pronto, ella se enteró de un doblaje y comenzó finalmente a trabajar en una empresa de doblaje de talentos llamado "Sugar Mediaz". Su lengua materna como el hindi, la utilizó para doblajes de animación extranjera y comenzó e intentó cada vez más en realizar funciones de su voz y le salió a la perfección.

## Personajes de doblajes

### Animación en televisión
| Programa título        | Voz original     | Caracteres       | Idiomas | Idioma original | Números de episodios | Fecha de emisión original | Fecha de emisión del doblaje | Notas |
| ---------------------- | ---------------- | ---------------- | ------- | --------------- | -------------------- | ------------------------- | ---------------------------- | ----- |
| Little Bill            | Kianna Underwood | Fuchsia Glover   | Hindi   | English         | 50                   | 11/28/1999-2/6/2004       |                              |       |
| Jackie Chan Adventures | Stacie Chan      | Jade Chan        | Hindi   | English         | 95                   | 9/9/2000-7/8/2005         |                              |       |
| The Fairly Oddparents  | Tara Strong      | Timmy Turner     | Hindi   | English         | 126                  | 3/30/2001-Current         |                              |       |
| JoJo's Circus          | Madeleine Martin | JoJo Tickle      | Hindi   | English         | 63                   | 9/28/2003-2/14/2007       |                              |       |
| Spider-Man (1994)      | Sara Ballantine  | Mary Jane Watson | Hindi   | English         | 65                   | 11/19/1994-1/31/1998      |                              |       |

### Animación
| Programa título   | Voz original                                                                         | Caracteres                                                              | Idiomas | Idioma original | Números de episodios | Fecha de emisión original | Fecha de emisión del doblaje | Notas |
| ----------------- | ------------------------------------------------------------------------------------ | ----------------------------------------------------------------------- | ------- | --------------- | -------------------- | ------------------------- | --- | ----- |
| Princess Comet    | -                                                                                    | 4-5 Characters                                                          | Hindi   | 43              | 4/1/2001- 1/27/2002  | 7/2004-2005               | Aired on Animax India. |       |
| Cardcaptor Sakura | Sakura Tange (Original Japanese version) Carly McKillip (English adaptation version) | Sakura Kinomoto (original name) Sakura Avalon (English adaptation name) | Hindi   | 70 (39 dubbed)  | 4/7/1998- 3/21/2000  |                           | The Hindi dub was based on the heavily edited Nelvana English dub adaptation (Cardcaptors) that ran for 39 episodes and aired on Cartoon Network (India). |       |
| Astro Boy (2003)  | Makoto Tsumura                                                                       | Astro Boy (Atom)                                                        | Hindi   | 50              | 4/6/2003- 3/21/2004  | 7/2004-2005               | Aired on Animax India. |       |